# Alphonce Simbu
Alphonce Felix Simbu (ur. 14 lutego 1992 w Singidzie) – tanzański lekkoatleta specjalizujący się w biegach długodystansowych.
Jako junior startował na igrzyskach afrykańskich w Maputo (2011), podczas których zajął 8. miejsce w biegu na 10 000 metrów. Dwunasty maratończyk mistrzostw świata w Pekinie (2015). Rok później reprezentował Tanzanię na igrzyskach olimpijskich w Rio de Janeiro, podczas których był piąty na mecie biegu maratońskiego. Brązowy medalista światowego czempionatu w Londynie (2017). Zajął 7. miejsce w maratonie na igrzyskach olimpijskich w 2020 w Tokio i zdobył srebrny medal w tej konkurencji na igrzyskach Wspólnoty Narodów w 2022 w Birmingham.

## Osiągnięcia
| Rok  | Impreza                                   | Miejsce        | Konkurencja      | Pozycja     | Wynik    |
| ---- | ----------------------------------------- | -------------- | ---------------- | ----------- | -------- |
| 2011 | Igrzyska afrykańskie                      | Maputo         | bieg na 10 000 m | 8. miejsce  | 29:58,20 |
| 2015 | Mistrzostwa świata w biegach przełajowych | Guiyang        | bieg seniorów    | 48. miejsce | 38:07    |
| 2015 | Mistrzostwa świata                        | Pekin          | maraton          | 12. miejsce | 2:16:58  |
| 2016 | Igrzyska olimpijskie                      | Rio de Janeiro | maraton          | 5. miejsce  | 2:11:15  |
| 2017 | Mistrzostwa świata                        | Londyn         | maraton          | 3. miejsce  | 2:09:51  |
| 2019 | Mistrzostwa świata                        | Doha           | maraton          | 16. miejsce | 2:13:57  |
| 2021 | Igrzyska olimpijskie                      | Tokio          | maraton          | 7. miejsce  | 2:11:35  |
| 2022 | Igrzyska Wspólnoty Narodów                | Birmingham     | maraton          | 2. miejsce  | 2:12:29  |
| 2023 | Mistrzostwa świata                        | Budapeszt      | maraton          | –           | DNF      |
| 2024 | Igrzyska olimpijskie                      | Paryż          | maraton          | 17. miejsce | 2:10:03  |

## Rekordy życiowe
- półmaraton – 1:00:03 (2022)
- maraton – 2:04:38 (2024)